# Abingdon (Virginia)
Abingdon is een plaats (town) in de Amerikaanse staat Virginia, en valt bestuurlijk gezien onder Washington County.

## Demografie
Bij de volkstelling in 2000 werd het aantal inwoners vastgesteld op 7780.
In 2006 is het aantal inwoners door het United States Census Bureau geschat op 7933, een stijging van 153 (2,0%).

## Geografie
Volgens het United States Census Bureau beslaat de plaats een oppervlakte van
21,6 km², geheel bestaande uit land. Abingdon ligt op ongeveer 601 m boven zeeniveau.

## Plaatsen in de nabije omgeving
De onderstaande figuur toont nabijgelegen plaatsen in een straal van 24 km rond Abingdon.